# Georg Prusko
Georg Stefan Prusko (* 27. Dezember 1924 in Gleiwitz, Oberschlesien; † 26. August 2019 in Nieder-Mörlen) war ein hessischer Politiker (CDU) und Abgeordneter des Hessischen Landtags.

## Ausbildung und Beruf
Als viertes von fünf Kindern einer Bergarbeiterfamilie geboren wuchs Prusko in ärmlichen Verhältnissen auf. Nach dem Abschluss der Volksschule machte er eine Ausbildung zum Industriekaufmann. Im Zweiten Weltkrieg diente er als Fallschirmjäger. Prusko wurde 1947 Versicherungsangestellter in Dresden.

## Widerstand und Flucht
1947 trat er der CDU bei und war drei Jahre später Geschäftsführer des CDU-Kreisverbandes Meißen. Der Staatssicherheitsdienst (Stasi) verhaftete Georg Prusko nach dem Volksaufstand vom 17. Juni 1953. Von einem politischen Sondergericht wurde Prusko zu sechs Jahren Zuchthaus verurteilt. Das Vermögen des zweifachen Familienvaters wurde eingezogen, die bürgerlichen Ehrenrechte wurden ihm aberkannt. Mehr als drei Jahre verbrachte er in den Zuchthäusern Bautzen und Waldheim. Nach der Entlassung flüchtete die Familie Prusko in den Westen.

## Politik
Nach der Flucht setzte Prusko die politische Arbeit über 22 Jahre in verschiedenen Ämtern in der CDU fort.
Am 22. Oktober 1969 trat er als Abgeordneter für den Wahlkreis Usingen-Friedberg West in den Hessischen Landtag als Nachfolger für Johanna Walz ein. Landesweite Aufmerksamkeit erlangte sein Wahlkreisergebnis. Während die CDU 1966 in diesem Wahlkreis einen Stimmenanteil von lediglich 19,5 Prozent, gegenüber 65 Prozent der SPD erreicht hatte, erreichte die CDU unter Prusko 1970 40 Prozent und vier Jahre später (der Wahlkreisname war nun Landtagswahlkreis Hochtaunuskreis Nord und Wetteraukreis West) 48 Prozent, während die SPD auf 39 Prozent schrumpfte. Ein Erfolg, den Prusko auf systematische Sozialarbeit in seinen Gemeinden zurückführte.
Er blieb von der sechsten bis zum Ende der zehnten Wahlperiode am 4. August 1983 Mitglied des Landtags. Seinen Erfahrungen und Neigungen entsprechend war er Vorsitzender des Unterausschusses für Heimatvertriebene, Umsiedler und Wiedergutmachung und Mitglied des Sozialpolitischen Ausschusses.

## Sonstige Ämter
Prusko war langjähriger Landesvorsitzender Hessen des Bundes der Vertriebenen und kümmerte sich stark um die Betreuung der Aussiedler. Weiterhin war er in einer Vielzahl von sozialen und kirchlichen Organisationen und Initiativen aktiv. Von 1977 bis 1987 war Prusko Bundesvorsitzender der Landsmannschaft der Oberschlesier.

## Ehrungen
- 1983: Verdienstkreuz 1. Klasse der Bundesrepublik Deutschland